# Hydraena alluaudi
Hydraena alluaudi är en skalbaggsart som beskrevs av Régimbart 1906. Hydraena alluaudi ingår i släktet Hydraena och familjen vattenbrynsbaggar. Inga underarter finns listade i Catalogue of Life.